# Sumber Mukti (Kota Baharu)
Sumber Mukti is een bestuurslaag in het regentschap Aceh Singkil van de provincie Atjeh, Indonesië. Sumber Mukti telt 1209 inwoners (volkstelling 2010).